# Cheie

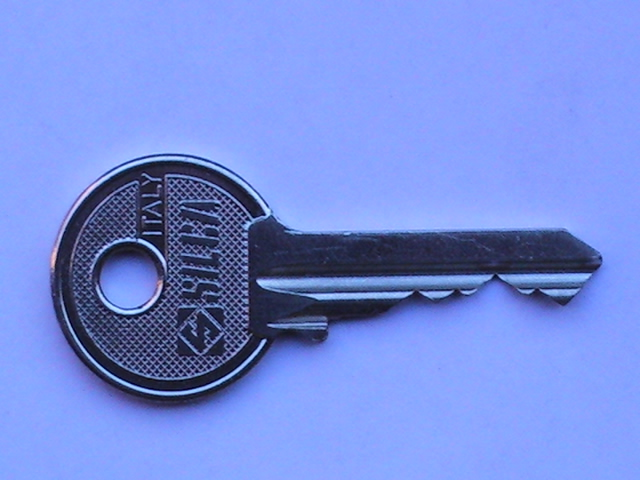
Cheie

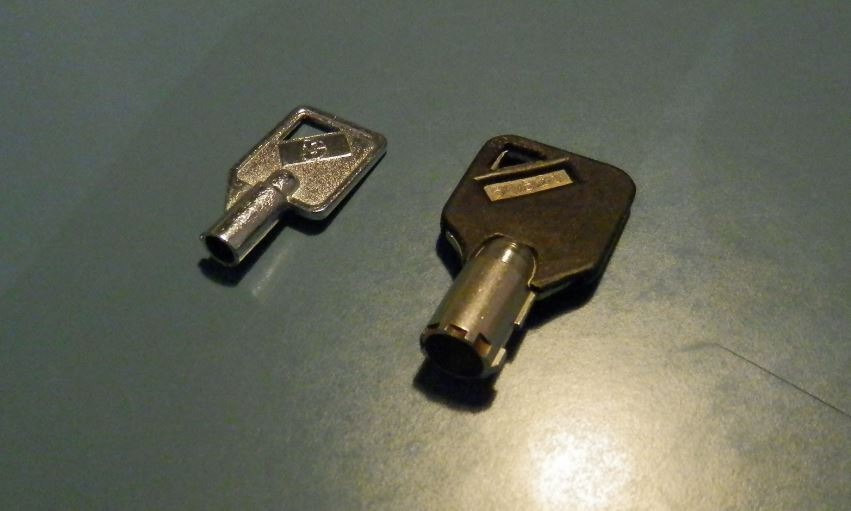
Chei tubulare

O cheie este un obiect de metal sau de lemn care se introduce în gaura unei încuietori (broaște sau lacăt) spre a întoarce mecanismul cu care se închide sau se deschide (încuie sau descuie) broasca sau lacătul.
Prima cheie a fost inventată, bineînțeles, odată cu inventarea primului lacăt, adică în Evul Mediu. La început, acestea erau făcute din fier brut, dar mai apoi se fabrică din mai multe aliaje. Proprietatea acestor unelte de securitate este că ele nu coincid una cu alta ca relief.